# Bonded by Blood
Bonded by Blood debitantski je studijski album američkog thrash metal sastava Exodus, objavljen 1985. godine.
Smatra se jednim od najutjecajnijih thrash metal albuma svih vremena. To je ujedno i njihov jedini studijski album snimljen s pjevačem Paulom Baloffom. Reizdan je 1989. i 1999. s dvije nove pjesme, snimljene uživo s pjevačem Steveom Souzom.
Godine 2008. sastav je ponovo snimio album, te su ga objavili pod nazivom Let There Be Blood, s tim da su jedini članovi koji su snimili prvi album bili gitarist Gary Holt i bubnjar Tom Hunting.

## Popis pjesama
| 1.    | »Bonded by Blood«          | Gary Holt, Paul Baloff | Holt         | 3:43 |
| 2.    | »Exodus«                   | Holt, Baloff           | Holt         | 4:05 |
| 3.    | »And Then There Were None« | Tom Hunting, Holt      | Holt         | 4:40 |
| 4.    | »A Lesson in Violence«     | Holt                   | Holt, Hunolt | 3:49 |
| 5.    | »Metal Command«            | Holt, Baloff           | Holt         | 4:13 |
| 6.    | »Piranha«                  | Baloff                 | Holt         | 3:45 |
| 7.    | »No Love«                  | Baloff                 | Holt         | 5:08 |
| 8.    | »Deliver Us to Evil«       | Holt                   | Holt, Hunolt | 7:07 |
| 9.    | »Strike of the Beast«      | Holt, Baloff           | Hunolt       | 3:57 |
| 40:49 |                            |                        |              |      |

| 1. | »And Then There Were None« (uživo) | 4:52 |
| 2. | »A Lesson in Violence« (uživo)     | 3:26 |

## Zasluge
Exodus
- Tom Hunting – bubnjevi
- Rob McKillop – bas-gitara
- Gary Holt – gitara
- Paul Baloff – vokal
- Rick Hunolt – gitara